# Corongiu de Mari
Corongiu de Mari este o arie protejată (sit de importanță comunitară — SCI) din Italia întinsă pe o suprafață de 114 ha, integral pe uscat.

## Localizare
Centrul sitului Corongiu de Mari este situat la coordonatele 39°19′33″N 8°33′45″E / 39.3258°N 8.5626°E.

## Înființare
Situl Corongiu de Mari a fost declarat sit de importanță comunitară în octombrie 2012 pentru a proteja 10 specii de animale.

## Biodiversitate
Situată în ecoregiunea mediteraneană, aria protejată conține 7 habitate naturale: Galerii și tufărișuri riverane sudice (Nerio-Tamaricetea și Securinegion tinctoriae), Păduri de Olea și Ceratonia, Păduri de Quercus suber, Peșteri inaccesibile publicului, Păduri de Quercus ilex și Quercus rotundifolia, Tufărișuri termo-mediteraneene și de pre-deșert, Pseudostepă cu ierburi și specii anuale de Thero-Brachypodietea.
La baza desemnării sitului se află mai multe specii protejate:
- păsări (5): Alectoris barbara, fâsă-de-câmp (Anthus campestris), caprimulg (Caprimulgus europaeus), Sylvia sarda, silvie de tufiș (Sylvia undata)
- amfibieni (2): Discoglossus sardus, Speleomantes genei
- mamifere (2): liliacul mare cu potcoavă (Rhinolophus ferrumequinum), liliacul mic cu potcoavă (Rhinolophus hipposideros)
- reptile (1): Euleptes europaea

Pe lângă speciile protejate, pe teritoriul sitului au mai fost identificate 31 de specii de păsări.